# 타이가 (케메로보주)

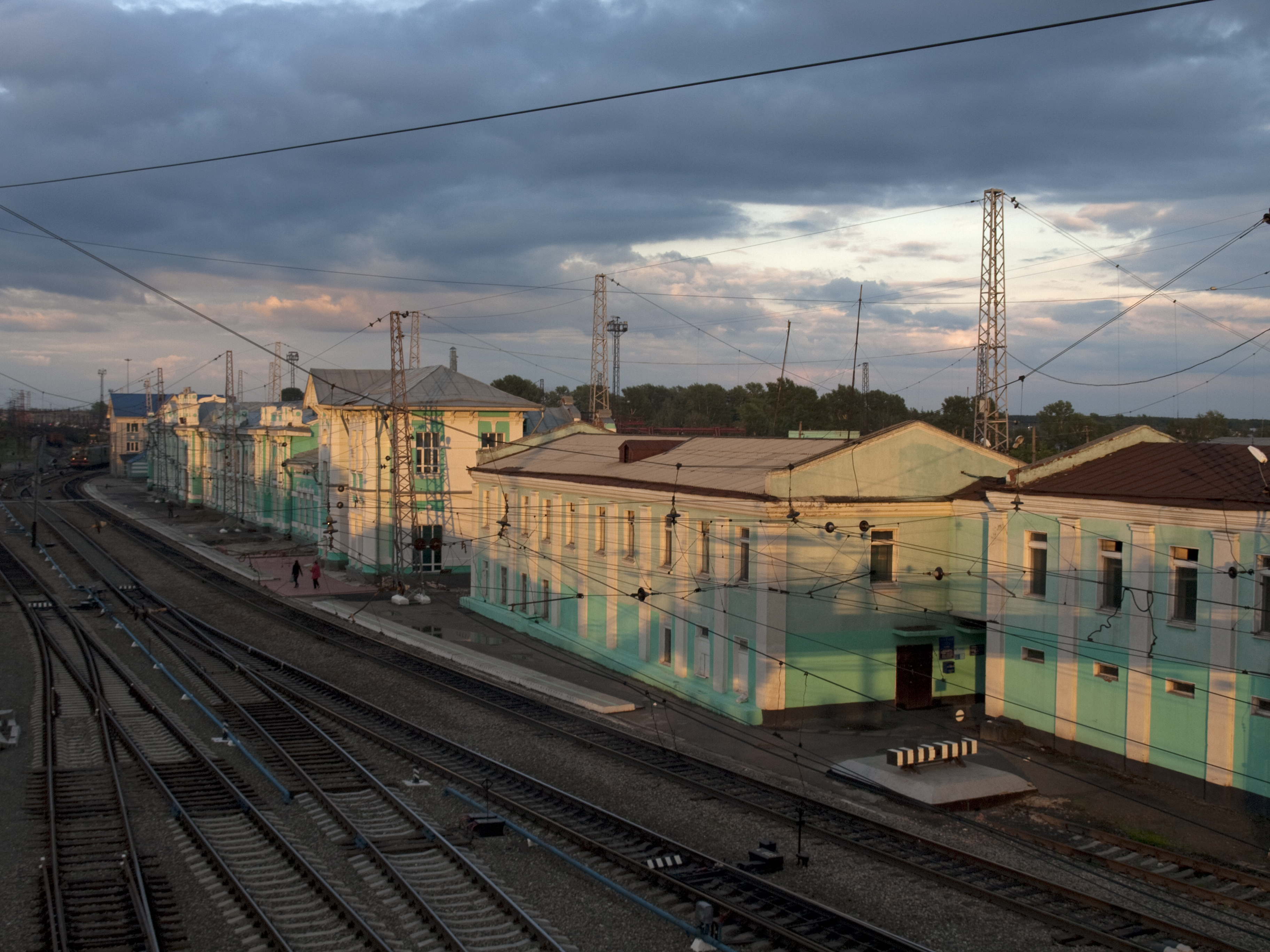

타이가(러시아어: Тайга)는 케메로보 주에 위치한 도시이다.
인구는 2만4,700명(2005)이다. 케메로보에서 119km지점 떨어져 있다.

## 같이 보기
- 타이가